# Union des œuvres ouvrières catholiques de France
Pour les articles homonymes, voir Union des œuvres.
L'Union des œuvres ouvrières catholiques de France qui deviendra l'Union des œuvres catholiques de France (UOCF) est créée en 1871 à l'initiative de prêtres directeurs d'œuvres. Elle se manifeste au départ surtout par ses réunions annuelles, les Congrès de l'Union, et par une revue commune. Plus tard, on trouve certains de ses membres à l'origine d'initiatives comme le mouvement des Cœurs Vaillants et Âmes Vaillantes.
Apparue à un moment où se développe un monde ouvrier de moins en moins christianisé et aux conditions de vie inacceptables, elle reflète la volonté des milieux catholiques français de regrouper les œuvres charitables et de patronage qui s'étaient alors multipliées. Elle prend ainsi sa place dans le courant du catholicisme social français qui émerge peu à peu au cours du XIXe et se développe plus amplement au siècle suivant.

## Historique
Le 31 août 1858, quelques prêtres, directeurs des Œuvres de patronage purement locales, invités par l'un d'eux qui habite Angers, l'abbé Le Boucher, fondateur en 1855 de la revue Jeune ouvrier, se réunissent pour s'entretenir de leurs œuvres naissantes et échanger leurs expériences. La revue, à laquelle beaucoup étaient abonnés, était un organe de liaison entre eux. Le Congrès choisit un nom commun pour la réunion de toutes ces œuvres de patronage : « Société des jeunes ouvriers ». Les buts poursuivis mis en avant sont "faire de bons chrétiens" et secondairement, proposer une « récréation honnête », soit « prier et jouer » et c'est sous l'intervention de Maurice Maignen, qu'on ajoute les préoccupations plus sociales d'éducation populaire et d'amélioration matérielle du sort de ces jeunes ouvriers.
Un an plus tard, les mêmes hommes se revoient à Paris. Le Congrès de Paris de 1859, travaille surtout sur le rôle social des patronages. Ces deux initiatives s'éteignent peu après : le congrès prévu à Orléans pour  1860 n'a pas lieu  et la revue Jeune ouvrier disparaît en 1861. Les œuvres  de patronage progressent cependant dans leur isolement, les expériences se multiplient.
En 1870, tous les apprentis et ouvriers des œuvres de France sont conviés à Versailles à une exposition générale. Le président du patronage Saint-Joseph de Versailles offre aux prêtres chargés de la jeunesse l'occasion de se retrouver pour un mutuel échange de vues. La pensée du Congrès des Œuvres était là, elle fut accueillie avec empressement par plusieurs directeurs d'œuvres. Le Petit Écho du patronage de Saint-Étienne et le Moniteur des jeunes Ouvriers popularisent l’événement. C'est là, qu'à défaut de compagnonnage selon le modèle allemand de Adolph Kolping, le projet s'élabore de créer une Union des Œuvres catholiques avec comme organe officiel du Congrès, la Revue des Associations catholiques pour la classe ouvrière, nouvelle revue créée par Henry Jouin, l'ancien secrétaire du Jeune ouvrier. La Revue des Associations catholiques  est l'organe spécialement destiné aux communications des directeurs entre eux, elle porte dans ses premiers numéros l'annonce du congrès de Nevers, un programme  de délibérations et quelques notes fort intéressantes sur l'accueil fait au premier congrès d'Angers par les membres de l'épiscopat. Dès lors, l'Union des Associations catholiques ouvrières était fondée.
Officiellement le Congrès de Nevers de septembre 1871 présidé par l'abbé Le Boucher en décide la création et en fixe les objectifs : se retrouver dans des Congrès annuels et regrouper la multitude d’œuvres en une seule et vaste institution de « compagnonnage chrétien ». Cette union est en fait extrêmement lâche, le mot Fédération ayant été rejeté, chaque œuvre particulière conservant son nom et ses règlements à l'exemple de l'Œuvre des cercles catholiques d'ouvriers.
Deux mois après en effet, Maurice Maignen, frère de Saint-Vincent-de-Paul, Albert de Mun, présents à Nevers, ainsi que René de La Tour du Pin posent les bases de ce qui devient l’Œuvre des cercles catholiques d'ouvriers qui va reproduire à un grand nombre d'exemplaires le Cercle des Jeunes ouvriers du boulevard du Montparnasse.
Si Albert de Mun et Léon Harmel continuent de participer aux Congrès de l'Union des Œuvres catholiques, (à Poitiers en 1872 et à Lyon en 1874), Léon Harmel jusqu'en 1878 au moins, l’Œuvre des cercles catholiques d'ouvriers qu'ils ont fondée, se développe de façon indépendante. Les deux organisations coexistent, mais l'Union des Œuvres est dans la mouvance des clercs, alors que l'Œuvre des cercles catholiques d'ouvriers est d'initiative laïque et a des objectifs plus larges.
Le congrès de Versailles, en 1870, par suite des événements et de la déclaration de guerre à la Prusse, n'avait compté que trente-six membres, au lieu de quarante et un qui avaient envoyé leur adhésion. En 1871, celui de Nevers plus de soixante-dix membres, et enfin, en 1872, celui de Poitiers, plus de trois cents.
En même temps que le nombre des associés croissait, les bénédictions de l'Église se répandaient de plus en plus abondamment sur l'œuvre naissante. Vingt-huit archevêques et évêques, parmi lesquels Landriot, alors évêque de La Rochelle, avaient envoyé le témoignage de leur sympathie et leurs encouragements au congrès d'Angers ; onze se font représenter au congrès de Nevers et vingt-quatre répondent favorablement à la supplique que leur adresse le congrès pour qu'ils daignent s'associer à son œuvre, la diriger et la patronner.
En 1872, au congrès de Poitiers, cinquante-six archevêques et évêques envoient leurs délégués. Les évêques d'Autun et de Nancy s'occupent directement des œuvres de l'union, nomment des comités diocésains chargés d'y présider et de se mettre en rapport avec le comité central au moyen d'un délégué spécial. L’évêque de Nantes a dans sa ville épiscopale, la présidence d'une œuvre rattachée à l'Union ; Ceux  de Poitiers et d'Angers viennent de fonder également dans leurs villes épiscopales des œuvres du même caractère.
En 1875, devenu archevêque Langénieux préside le Congrès de l'Union des Œuvres, dirigé par son ami de Ségur. Pour lui, Les patronages, les cercles catholiques, continuent l'œuvre de l'école chrétienne. Langénieux inaugura lui-même les cercles de Saint-André et de Saint-Maurice à Reims.
Au moment du Congrès de Bordeaux en 1876 qui réunit 500 personnes au Grand Séminaire, de Ségur, précise qu'il s'agit seulement « des œuvres ayant pour but de conserver au Christ les amis des ouvriers (enfants ou hommes), des soldats par une propagande active » ; quand des interventions émettent le vœu de développer les orphelinats agricoles, il répond par une  dénonciation de la libre-pensée, « le pire des fléaux qui menacent la société » et fait l'éloge de Pie IX.
Les Frères de Saint-Vincent-de-Paul vont jouer un rôle moteur dans l'animation du Bureau central de l'Union, le Père de Varax, leur vicaire général, et le frère Maurice Maignen, au cours des premières années. A partir de 1898 et jusqu'en 1914, la congrégation est chargée de sa direction, avec notamment les Pères Alfred Leclerc, Henri Lucas-Championnière et Jean-Emile Anizan. Ce rôle sera confié ensuite aux Fils de la Charité à partir de 1928 et jusqu'en 1968.
En mars 1927, le père Cardijn est invité au Congrès de l'Union des Œuvres, à Reims par le père Jean-Émile Anizan, vice-président de l'Union des Œuvres. Cardijn déchaine lors de cette rencontre un grand enthousiasme. On parla ensuite du « baptême de Reims » de la Jeunesse ouvrière chrétienne.
Le 8 décembre 1929, l'Union des œuvres crée le journal pour enfants, Cœurs vaillants, visant un lectorat âgé de 11 à 14 ans. En 1936, le mouvement des Cœurs Vaillants voit le jour, à l'initiative des Fils de la CharitéGaston Courtois et Jean Pihan, qui dirigent l'UOCF. L'année suivante, le mouvement féminin des Âmes vaillantes est créé.

## Présidents
- Mgr Louis-Gaston de Ségur, 1871-1881
- Mgr Charles Louis Gay, 1881-1881
- Mgr Félix Jourdan de la Passardière, 1894-1903
- Mgr Philibert de Poterat, 1903-1924
- Mgr Eugène Crépin, 1924-1942

- P. Jean-Émile Anizan vice-président de 1895 à 1907
- P. Gaston Courtois, directeur de 1937à 1955
- P. David Julien, directeur de 1955 à 1976

## Congrès
- 1870 : Versailles
- 1871 : Nevers
- 1872 : Poitiers
- 1873 : Nantes
- 1874 : Lyon
- 1875 : Reims
- 1876 : Bordeaux[7]
- 1877 : Le Puy-en-Velay[8]
- 1878 : Chartres[9]

- 1879 : Angers
- 1880 : Grenoble
- 1881 : Le Mans
- 1882 : Autun
- 1883 : Paris
- 1884 : Troyes
- 1885 : Limoges
- 1886 : Caen
- 1887 : Rodez
- 1888 : Aurillac
- 1889 : Montauban
- 1890 : Sainte-Anne-d'Auray
- 1891 : Valence
- 1892 : La Roche-sur-Yon
- 1893 : Ars
- 1894 : Amiens
- 1895 : Clermont-Ferrand
- 1896 : Moulins
- 1897 : Tours
- 1898 : Saint-Brieuc
- 1899 : Montpellier
- 1900 : pas de congrès
- 1901 : Arras
- 1902-1903 : pas de congrès
- 1904 :  Nantes
- 1905 : Lyon
- 1906 : Lourdes
- 1907 : Valence
- 1908 : Rodez
- 1909 : Nîmes
- 1910 : Moulins
- 1911 : Auch
- 1912 : Châlons-sur-Marne
- 1913 : Bourges
- 1914-1919 : pas de congrès
- 1920 : Nancy
- 1921 : Poitiers
- 1922 : Rennes
- 1923 : pas de congrès
- 1924 : Amiens
- 1925 : Clermont-Ferrand
- 1926 : Vannes
- 1927 : Reims
- 1928 : Angers
- 1929 : Arras
- 1930 : Dijon
- 1931 : Paris
- 1932 : Toulouse
- 1933 : Grenoble
- 1934 : Rennes
- 1935 : pas de congrès
- 1936 : Marseille
- 1937 : pas de congrès
- 1938 : Paray-le-Monial
- 1939 : Rouen
- 1947 : Bordeaux